# Långnäbbad sumpjägare
Långnäbbad sumpjägare (Limnoctites rectirostris) är en fågel i familjen ugnsfåglar inom ordningen tättingar.

## Utseende och läte
Långnäbbad sumpjägare är en 16 cm lång ugnfågel i rostrött, brunt och vitt, med som namnet avslöjar en påtagligt lång och rak näbb. Ovansidan är gråbrun med vitaktigt ögonbrynsstreck. Den är roströd på vingar och stjärt, den senare lång, avsmalnad och spetsig med framträdande fjäderspolar. Undersidan är vit, mot flankerna och undersidan av stjärten mer beige. Den mer spridda rörsmygen är mer satt med böjd näbb, brun ovansida och en kortare, bredare och rundad stjärt utan utstickande fjäderspolar. Sången består av en serie ljusa toner som accelererar till en drill.

## Utbredning och systematik
Fågeln förekommer i sydligaste Brasilien, södra Uruguay och östra Argentina. Den placeras traditionellt som enda art i släktet Limnoctites. Dock har DNA-studier visat att den är systerart till svavelstrupig taggstjärt (Cranioleuca sulphurifera) som därför numera inkluderas i släktet, med det nytilldelade trivialnamnet svavelstrupig sumpjägare.

## Status
Långnäbbad sumpjägare har rätt specifika habitatkrav och tros därför ha en relativt liten och fragmenterad population. Den minskar möjligen i antal till följd av habitatförlust. Internationella naturvårdsunionen IUCN listar därför arten som nära hotad.